# فيرناندو ميليغيني
فيرناندو ميليغيني (بالبرتغالية: Fernando Meligeni) هو لاعب كرة مضرب برازيلي، احترف في عام 1990، من أهم انجازاته الوصول لنصف نهائي بطولة فرنسا المفتوحة في عام 1999.